# Puig de Cal Carrony
El Puig de Cal Carrony és una muntanya de 303 metres que es troba al municipi de Forallac, a la comarca catalana del Baix Empordà.